# 古川がん
古川 がん（ふるかわ がん、1944年9月13日 - ）は、熊本県出身の日本の俳優。宝井プロジェクト所属。身長157 cm。体重52 kg。血液型はO型。

## 略歴
1985年に劇団八起座に入団。

## 人物
趣味は料理、デタラメ語学。

## 出演

### 映画
- 「改造人間哀歌THE MOVIE」（2012年）
- 「桜のような僕の恋人」（2022年3月24日）[3]
- 「仮面ライダーギーツ×リバイス MOVIEバトルロワイヤル」（2022年12月23日） - 旦那さん 役
- 「PERFECT DAYS」（2023年12月22日） - 銭湯の老人 役[4]

### テレビドラマ
- 「刑事犬カール」（1977年9月12日 - 1978年6月5日、TBS）
- 「俺たちは天使だ!」第13話（1979年7月29日、日本テレビ）
- 「87分署シリーズ・裸の街」（1980年4月14日 - 10月6日、フジテレビ）
- 「闇を斬れ」第2話・第4話・第5話・第16話・第17話（1981年4月14日・4月28日・5月5日・7月21日・7月28日、フジテレビ） - 源八 役
- 「新・愛の嵐」第1話 - 第10話・第12話・第13話・第15話 - 第18話・第20話・第21話・第23話 - 第25話・第27話・第32話（2002年7月1日 - 7月12日・7月16日・7月17日・7月19日 - 7月24日・7月26日・7月29日・7月31日 - 8月2日・8月6日・8月13日、フジテレビ） - 治平 役
- 「陽炎の辻〜居眠り磐音 江戸双紙〜」第7話（2007年9月13日、NHK）
- 月曜ゴールデン「捜し屋★諸星光介が走る!」第7作（2014年8月11日、TBS） - ゲンさんの仲間 役
- 「石の繭 殺人分析班」第2話（2015年8月23日、WOWOW） - 古本屋の店員 役
- 「99.9-刑事専門弁護士- SEASON I」第3話（2016年5月1日、TBS） - 大家 役
- 「奇跡の人」第2話（2016年5月1日、NHK BSプレミアム）
- 「せいせいするほど、愛してる」第9話（2016年9月13日、TBS） - スーパーの老人 役
- 「家政夫のミタゾノ 第1シリーズ」第7話（2016年12月2日、テレビ朝日） - 親戚 役
- 「嘘の戦争」第4話（2017年1月31日、フジテレビ） - 四条綾子の後援者 役
- 「千住クレイジーボーイズ」（2017年2月15日、NHK BSプレミアム）
- 「真昼の悪魔」第4話・第7話（2017年2月25日・3月18日、フジテレビ） - 佐々木 役
- 「ヒトヤノトゲ〜獄の棘〜」第1話（2017年3月19日、WOWOW） - 木原康雄 役
- ミステリースペシャル「おかしな刑事」第15作（2017年4月6日、テレビ朝日） - ターゲットバードゴルフをしている前田の知り合い 役
- 「ウチの夫は仕事ができない」第5話（2017年8月5日、日本テレビ）
- 「ハロー張りネズミ」第7話（2017年8月25日、TBS）
- 「闇の法執行人」最終話（2017年9月2日、J:COM TV）
- 「セトウツミ」第5話・第7話（2017年11月11日・11月25日、テレビ東京） - 瀬戸の祖父 役
- 「白日の鴉」第1作（2018年1月11日、テレビ朝日） - 金子 役
- 「anone」第8話（2018年3月7日、日本テレビ） - たばこ屋 役
- 「闇の伴走者〜編集長の条件」第2話（2018年4月7日、WOWOW） - 初老の男 役
- 「限界団地」第1話・第2話・第4話 - 最終話（2018年6月2日・6月10日・6月30日 - 7月28日、フジテレビ） - 五木田幹朗 役[5][6]
- 「僕とシッポと神楽坂」第1話・第3話・第6話・最終話（2018年10月12日・10月26日・11月16日・11月30日、テレビ朝日） - 飼い主 役
- 「クリスマス☆ゼロ」（2018年12月24日、日本テレビ）
- 「家売るオンナの逆襲」第1話（2019年1月9日、日本テレビ） - にくまるに騙された老人 役
- 「人生が楽しくなる幸せの法則」第6話・最終話（2019年2月14日・3月14日、日本テレビ） - おじいさん 役
- 「3年A組-今から皆さんは、人質です-」第7話（2019年2月17日、日本テレビ） - 老人 役
- 「やすらぎの刻〜道」第28話（2019年5月15日、テレビ朝日） - 甲田茂 役[7][8]
- 「ノーサイド・ゲーム」第3話（2019年7月28日、TBS）
- 「スカム」第5話・第6話（2019年7月31日・8月7日、TBS） - タケゾウ 役
- 「悪の波動 殺人分析班スピンオフ」（2019年10月6日 - 11月3日、WOWOW）
- 「赤ひげ シリーズ」（NHK BSプレミアム） - 患者 役
  - 赤ひげ2（2019年11月1日 - 12月20日）
  - 赤ひげ3（2020年10月23日 - 12月4日）[9]
- 「シャーロック」第7話（2019年11月18日、フジテレビ） - ホームレス 役[10]
- 「SEDAI WARS」第1話・第4話（2020年1月8日・1月29日、TBS） - 黒田哲也の職場の同僚 役[11]
- 「半沢直樹」第5話（2020年8月16日） - 車椅子の男性 役[12]
- 「SUITS/スーツ season2」第9話（2020年9月7日、フジテレビ） - 蟹江の父 役[13][14]
- 「この恋あたためますか」第8話（2020年12月8日、TBS） - 老人ホームの高齢男性 役
- 「相棒 season19」第12話（2021年1月13日、テレビ朝日） - 伊藤則夫 役
- 「ザ・ハイスクール ヒーローズ」第3話・第4話（2021年8月14日・8月21日、テレビ朝日） - 土門勇 役[15]
- 「和田家の男たち」第3話（2021年11月5日、テレビ朝日） - 河童流奉式スタッフ 役[16]
- 「スナック キズツキ」第8話（2021年11月27日、テレビ東京） - 坂本さん 役[17]
- 「しもべえ」第2話（2022年1月14日、NHK） - 将棋の老人 役[18]
- 「 孤独のグルメ」Season10 第11話（2022年12月17日、テレビ東京）- 常連客
- 「ケイジとケンジ、時々ハンジ。」第7話（2023年5月26日、テレビ朝日） - 山本新造 役
- 「ハヤブサ消防団」第2話（2023年7月20日、テレビ朝日） - 農夫 役
- 「不適切にもほどがある!」第1話（2024年1月26日、TBS） - バスの乗客 役[19]
- ミス・ターゲット 第1話・第5話（2024年4月21日・5月19日、朝日放送・テレビ朝日） - 杉田 役[20]

### 配信ドラマ
- 「全裸監督」（2019年8月8日、Netflix） - おじいちゃん 役
- 「闇部 - REAL -」第2話（2022年3月11日、ひかりTV）[21]

### 特撮
- 「暴太郎戦隊ドンブラザーズ」第1話（2022年3月6日、テレビ朝日）- 通りすがりの老人 役[22][23]

### 舞台
- 席の女たち
- 筒井ワールド
- ガラスヴイオリン
- 坂の上の風の吹く家
- 机の上の荒野
- 流刃直線事件簿
- 婢伝五稜郭（2010年）
- 荒木町ラプソディー（2024年）[24]

### CM
- はたらいく（2019年）[25]
- 牛乳石鹸（2021年）[26]

### その他
- 「痛快TV スカッとジャパン」（フジテレビ）
  - 第113回「夫婦の絆が生んだ大逆転」（2018年1月1日）
  - 第122回「言ってやったスカッと」（2018年3月26日）
- 「テン・ゴーカイジャー」（2022年3月9日発売） - おじいさん 役[27]